# 36. ceremonia wręczenia Oscarów
36. ceremonia rozdania Oscarów odbyła się 13 kwietnia 1964 roku w Santa Monica Civic Auditorium w Santa Monica. Gospodarzem ceremonii wręczania statuetek był Jack Lemmon.

## Laureaci

### Najlepszy film
- Tony Richardson – Przygody Toma Jonesa
- Elia Kazan – Ameryka, Ameryka
- Walter Wanger – Kleopatra
- Bernard Smith – Jak zdobywano Dziki Zachód
- Ralph Nelson – Polne lilie

### Najlepszy aktor
- Sidney Poitier – Polne lilie
- Rex Harrison – Kleopatra
- Paul Newman – Hud, syn farmera
- Richard Harris – Sportowe życie
- Albert Finney – Przygody Toma Jonesa

### Najlepsza aktorka
- Patricia Neal – Hud, syn farmera
- Shirley MacLaine – Słodka Irma
- Leslie Caron – Pokój w kształcie L
- Natalie Wood – Romans z nieznajomym
- Rachel Roberts – Sportowe życie

### Najlepszy aktor drugoplanowy
- Melvyn Douglas – Hud, syn farmera
- Bobby Darin – Kapitan Newman
- John Huston – Kardynał
- Hugh Griffith – Przygody Toma Jonesa
- Nick Adams – Odcienie honoru

### Najlepsza aktorka drugoplanowa
- Margaret Rutherford – Z życia VIP-ów
- Lilia Skala – Polne lilie
- Diane Cilento – Przygody Toma Jonesa
- Edith Evans – Przygody Toma Jonesa
- Joyce Redman – Przygody Toma Jonesa

### Najlepsza reżyseria
- Tony Richardson – Przygody Toma Jonesa
- Federico Fellini – 8½
- Elia Kazan – Ameryka, Ameryka
- Otto Preminger – Kardynał
- Martin Ritt – Hud, syn farmera

### Najlepszy scenariusz oryginalny i materiały do niego
- James R. Webb – Jak zdobywano Dziki Zachód
- Federico Fellini, Ennio Flaiano, Tullio Pinelli, Brunello Rondi – 8½
- Elia Kazan – Ameryka, Ameryka
- Arnold Schulman – Romans z nieznajomym
- Pasquale Festa Campanile, Massimo Franciosa, Nanni Loy, Vasco Pratolini, Carlo Bernari – Cztery dni Neapolu

### Najlepszy scenariusz adaptowany
- John Osborne – Przygody Toma Jonesa
- Richard L. Breen, Phoebe Ephron, Henry Ephron – Kapitan Newman
- Serge Bourguignon, Antoine Tudal – Niedziele w Avray
- Irving Ravetch, Harriet Frank Jr. – Hud, syn farmera
- James Poe – Polne lile

### Najlepsze zdjęcia (film czarno-biały)
- James Wong Howe – Hud, syn farmera
- George J. Folsey – The Balcony
- Lucien Ballard – The Caretakers
- Ernest Haller – Polne lilie
- Milton R. Krasner – Romans z nieznajomym

### Najlepsze zdjęcia (film kolorowy)
- Leon Shamroy – Kleopatra
- Leon Shamroy – Kardynał
- William H. Daniels, Milton R. Krasner, Charles Lang, Joseph LaShelle – Jak zdobywano Dziki Zachód
- Joseph LaShelle – Słodka Irma
- Ernest Laszlo – Ten szalony, szalony świat

### Najlepsza scenografia i dekoracje wnętrz (film czarno-biały)
- Gene Callahan – Ameryka, Ameryka
- Piero Gherardi – 8½
- Hal Pereira, Tambi Larsen, Sam Comer, Robert R. Benton – Hud, syn farmera
- Hal Pereira, Roland Anderson, Sam Comer, Grace Gregory – Romans z nieznajomym
- George W. Davis, Paul Groesse, Henry Grace, Hugh Hunt – Odcienie honoru

### Najlepsza scenografia i dekoracje wnętrz  (film kolorowy)
- John DeCuir, Jack Martin Smith, Hilyard M. Brown, Herman A. Blumenthal, Elven Webb, Maurice Pelling, Boris Juraga, Walter M. Scott, Paul S. Fox, Ray Moyer – Kleopatra
- Lyle Wheeler, Gene Callahan – Kardynał
- Hal Pereira, Roland Anderson, Sam Comer, James W. Payne – Przyjdź i zadmij w róg
- George W. Davis, William Ferrari, Addison Hehr, Henry Grace, Don Greenwood Jr., Jack Mills – Jak zdobywano Dziki Zachód
- Ralph W. Brinton, Ted Marshall, Jocelyn Herbert, Josie MacAvin – Przygody Toma Jonesa

### Najlepsze kostiumy (film czarno-biały)
- Piero Gherardi – 8½
- Edith Head – Romans z nieznajomym
- Travilla – The Stripper
- Bill Thomas – Toys in the Attic
- Edith Head – Wives and Lovers

### Najlepsze kostiumy (film kolorowy)
- Irene Sharaff, Vittorio Nino Novarese, Renie – Kleopatra
- Donald Brooks – Kardynał
- Piero Tosi – Lampart
- Walter Plunkett – Jak zdobywano Dziki Zachód
- Edith Head – Nowy rodzaj miłości

### Najlepszy dźwięk
- Franklin Milton (Metro-Goldwyn-Mayor SSD) – Jak zdobywano Dziki Zachód
- Charles Rice (Columbia SSD) – Bye Bye Birdie
- Waldon O. Watson (Universal City SSD) – Kapitan Newman
- James Corcoran (20th Century-Fox SSD), Fred Hynes (Todd-AO SSD) – Kleopatra
- Gordon Sawyer (Samuel Goldwyn SSD) – Ten szalony, szalony świat

### Najlepszy montaż
- Harold F. Kress – Jak zdobywano Dziki Zachód
- Louis R. Loeffler – Kardynał
- Dorothy Spencer – Kleopatra
- Ferris Webster – Wielka ucieczka
- Frederic Knudtson, Robert C. Jones, Gene Fowler Jr. – Ten szalony, szalony świat

### Najlepszy montaż dźwięku
- Walter Elliott – Ten szalony, szalony świat
- Robert L. Bratton – Zgromadzenie orłów

### Najlepsze efekty specjalne
- Emil Kosa Jr. – Kleopatra
- Ub Iwerks – Ptaki

### Najlepsza piosenka filmowa
- Jimmy Van Heusen (muzyka), Sammy Cahn (słowa) – "Call Me Irresponsible" z filmu Papa’s Delicate Condition
- Dimitri Tiomkin (muzyka), Paul Francis Webster (słowa) – "So Little Time" z filmu 55 dni w Pekinie
- Henry Mancini (muzyka), Johnny Mercer (słowa) – "Charade" z filmu Szarada
- Ernest Gold (muzyka), Mack David (słowa) – "It's a Mad Mad Mad Mad World" z filmu Ten szalony, szalony świat
- Riz Ortolani, Nino Oliviero (muzyka), Norman Newell (słowa) – "More" z filmu Pieski świat

### Najlepsza muzyka głównie oryginalna
- John Addison – Przygody Toma Jonesa
- Dimitri Tiomkin – 55 dni w Pekinie
- Alex North – Kleopatra
- Alfred Newman, Ken Darby – Jak zdobywano Dziki Zachód
- Ernest Gold – Ten szalony, szalony świat

### Najlepsza adaptacja muzyki
- André Previn – Słodka Irma
- Johnny Green – Bye Bye Birdie
- Maurice Jarre – Niedziele w Avray
- Leith Stevens – Nowy rodzaj miłości
- George Bruns – Miecz w kamieniu

### Krótkometrażowy film animowany
- Ernest Pintoff – The Critic
- John Halas – Automania 2000
- Dušan Vukotić – Igra
- Colin Low, Tom Daly – My Financial Career
- Carmen D’Avino – Pianissimo

### Krótkometrażowy film aktorski
- Paul de Roubaix i Marcel Ichac – An Occurance At Owl Creek Bridge
- James Hill – The Home-Made Car
- Ezra R. Baker – Koncert
- Christopher Miles – The Six-Sided Triangle
- Walker Stuart – That’s Me

### Krótkometrażowy film dokumentalny
- Simon Schiffrin – Chagal
- George Stevens Jr. – The Five Cities of June
- Algernon G. Wlaker – The Spirit of America
- Edgar Anstey – Thirty Million Letters
- Mel London – To Live Again

### Pełnometrażowy film dokumentalny
- Robert Hughes – Robert Frost: A Lover’s Quarrel With the World
- Paul de Roubaix – Le Maillon et la chaîne
- Marshall Flaum – The Yanks Are Coming

### Najlepszy film nieanglojęzyczny
- Włochy: Osiem i pół, reż. Federico Fellini
- Japonia: Bliźniaczki z Kioto, reż. Noboru Nakamura
- Grecja: Czerwone latarnie, reż. Wasilis Georgiadis
- Polska: Nóż w wodzie, reż. Roman Polański
- Hiszpania: Rodzina Tarantos, reż. Francisco Rovira Beleta

### Nagroda Irvinga G. Thalberga
- Sam Spiegel